# Bataille de Patras (1772)
Pour l’article homonyme, voir Bataille de Patras.
Guerre russo-turque de 1768-1774
Batailles
- Aspindza
- Nauplie (en)
- Orloff
- Tchesmé
- Larga
- Kagul
- Beyrouth (en)
- Patras
- Kozludzha (en)
- Kertch

La bataille de Patras est une bataille navale qui eut lieu entre le 6 et le 9 novembre 1772 (selon le calendrier julien du 26 au 29 octobre 1772) lors de la guerre russo-turque de 1768-1774 dans le golfe de Patras au large des côtes grecs. La flotte russe, dirigée par Mikhaïl Koniaïev (ru), sortit vainqueur de cette bataille.